# Andre Frazier

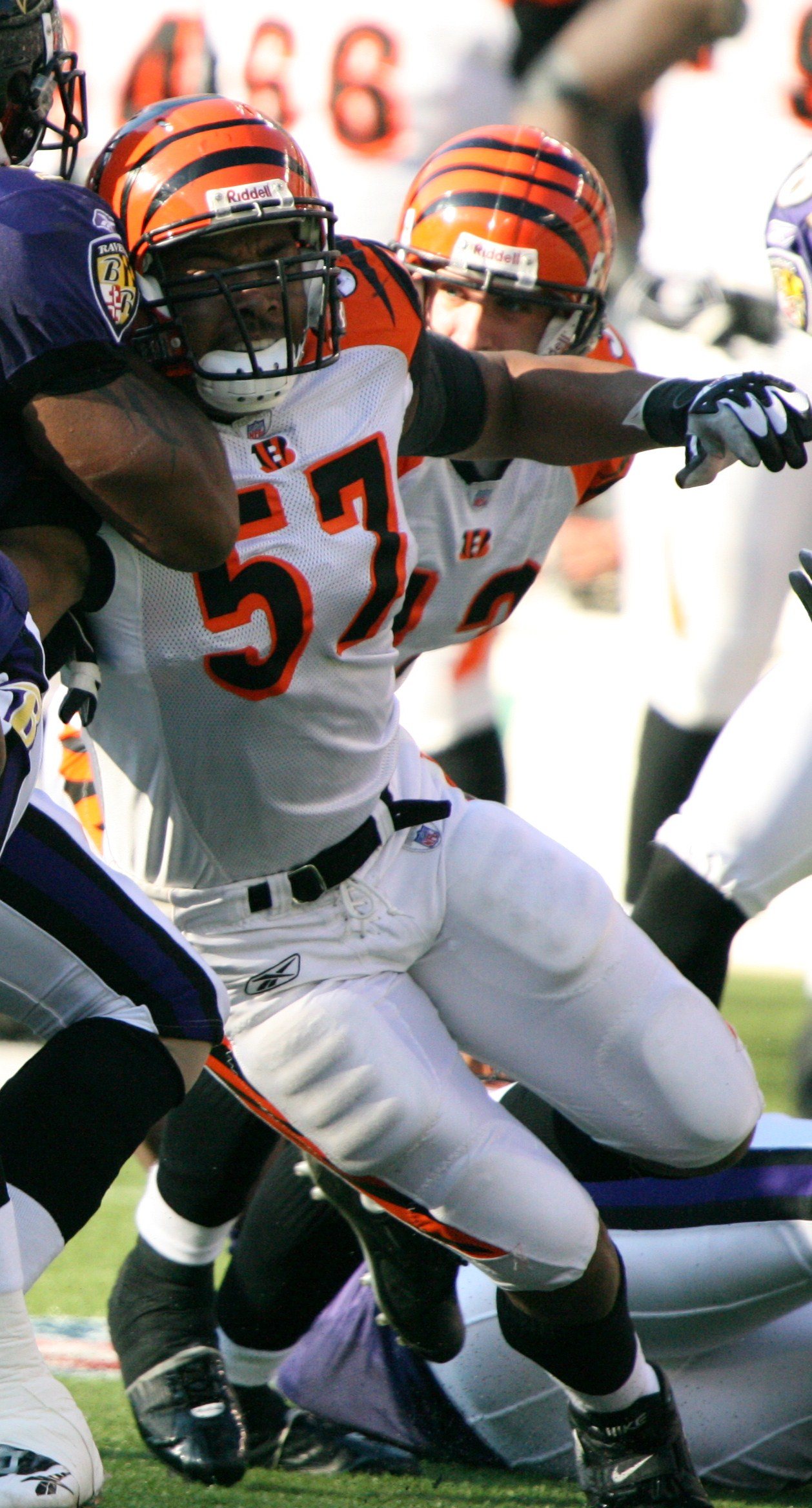
Andre Frazier

Andre Frazier é um jogador profissional de futebol americano estadunidense que foi campeão da temporada de 2008 da National Football League jogando pelo Pittsburgh Steelers.